# Thomas Garrett

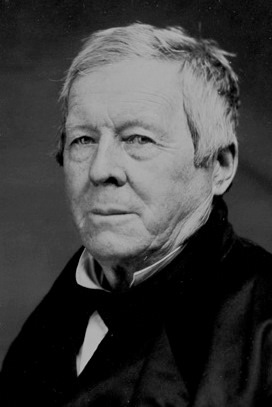
Thomas Garrett

Thomas Garrett (* 21. August 1789 in Upper Darby, Pennsylvania; † 25. Januar 1871 in Wilmington, Delaware) war ein US-amerikanischer Abolitionist, Quäker und eine führende Persönlichkeit in der Underground Railroad, die entflohenen Sklaven half, in die Nordstaaten zu entfliehen. Garrett war nach eigenen Angaben etwa 2700 Personen bei ihrer Flucht behilflich.

## Leben
Thomas Garrett entstammte einer wohlhabenden Quäkerfamilie, die auf einem Landsitz im Delaware County in Pennsylvania lebte. Die Familie war grundsätzlich gegen die Sklaverei. Wenige in dieser Familie wandten sich jedoch mit einer vergleichbaren Entschiedenheit gegen die Sklaverei. Da er ein Anhänger des schismatischen Quaker-Führer Elias Hicks war, trennte er sich von seiner orthodoxen Familie und zog nach Wilmington im Bundesstaat Delaware, einem Staat, in dem die Sklaverei zu diesem Zeitpunkt noch betrieben wurde. Als wirtschaftliche Basis diente ihm ein
Geschäft, das sich auf Eisenwarenhandel spezialisierte und mit dem er wirtschaftlich sehr erfolgreich war. Parallel dazu arbeitete er für die Underground Railroad und bekannte sich auch öffentlich dazu. Sein Haus war für viele entfliehende Sklaven eine der letzten Stationen, bevor sie die Nordstaaten erreichten. In Delaware war man sich seiner Aktivitäten sehr wohl bewusst. Er wurde allerdings niemals verhaftet. Im Jahre 1848 wurden er und ein weiterer Quäker mit Namen John Hunn jedoch vor Gericht gestellt und schuldig befunden, einer Familie von Sklaven bei der Flucht in den Norden behilflich gewesen zu sein. Da Thomas Garrett als die hauptverantwortliche Person für diese erfolgreiche Flucht galt, wurde er zu einer Geldstrafe von 4500 Dollar verurteilt. Zu diesem Zeitpunkt konnte man für 400 Dollar bereits eine kleine Farm erwerben. Thomas Garrett war in der Lage, mit Hilfe von Freunden diese substantielle Summe zu bezahlen. Seine Aktivitäten setzte er weiterhin fort.
Thomas Garrett arbeitete während seiner Zeit als Fluchthelfer eng mit Harriet Tubman zusammen. Ihr kommt innerhalb der Underground Railroad eine besondere Bedeutung zu, weil sie als ehemalige Sklavin mehrfach freiwillig in die Südstaaten zurückkehrte, um anderen Sklaven zur Flucht zu verhelfen. Garrett bot ihr vermutlich bei ihrer eigenen Flucht bereits Unterkunft. Er unterstützte sie während ihrer aktiven Zeit unter anderem mit Geld und Kleidungsstücken.